# Janine Charrat
Janine Charrat, (Grenoble, 24 de juliol de 1924 - Rueil-Malmaison, 29 d'agost de 2017, va ser una ballarina, coreògrafa i directora de ballet francesa.

## Biografia
Filla d'un coronel de bombers i una poetessa, Janine Charrat va adquirir una reputació de nena prodigi de la dansa a una edat primerenca, als dotze anys, amb el seu paper a la pel·lícula de Jean Benoît-Lévy La Mort du cygne. Buscant-li parella de ball, va ser posada en contacte amb Roland Petit per la crítica Irène Lidova. Amb l'encoratjament de Serge Lifar, trencant la regla de fer ballar només els alumnes de l'Opera Ballet entre ells, Charrat i Petit van formar la parella estrella del món coreogràfic. El 1945 va crear el Jeu de Cartes per als Ballets dels Camps-Élysées, el seu primer ballet, després va fundar la seva pròpia companyia el 1951, els Ballets Janine Charrat, durant un temps anomenats Ballets de França.
Per a Paul Valéry, la jove prodigi és la reencarnació de la seva Atictée de L'Âme et la danse. El 1948, va crear un ballet basat en el mimodrama que Paul Claudel havia escrit per a l'escena japonesa el 1922 (La Femme et son ombre).
Treballà amb grans creadors i artistes del segle XX: autors, coreògrafs, compositors, artistes de teatre, pintors, decoradors, creadors de vestuari. Esmentem Jean Babilée, Pierre Balmain, Jean Bazaine, Bertolt Brecht, Marius Constant, Paul Delvaux, Leonor Fini, Jean Genet, Alexis de Giers, Arthur Honegger, Joseph Kosma, Marcel Landowski, Fernand Léger, Jean-Denis Maillart, Darius Milhaud, Francis Poulenc, Maurice Ravel, Henri Sauguet, Pierre Soulages, Igor Stravinsky, Maurice Thiriet, Jean Vilar, Jean Wiener o Kurt Weill. Jean Cocteau en va dir "Janine Charrat, caminant solitària, va més enllà de les estrelles".

El 20 d'abril de 1953 al Théâtre des Champs-Élysées, va crear amb Bertrand Castelli el ballet que ella va coreografiar: Les Algues, amb música de Guy Bernard.

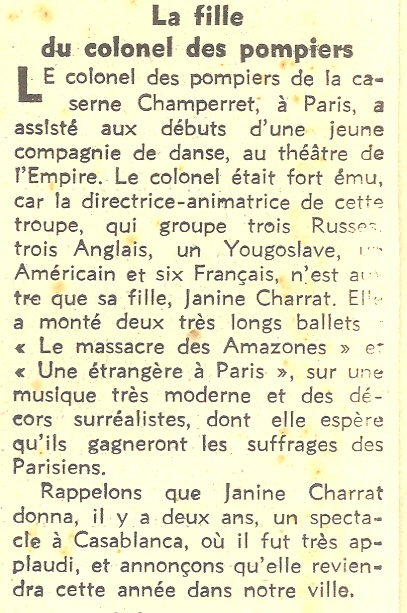
Janine Charrat presenta la seva companyia, acabada de crear, al ,, davant del seu pare molt emocionat. La Vigie Marocaine, 2 de febrer de 1952

L'any 1961, va cosignar Les Quatre Fils Aymon amb Maurice Béjart. El mateix any, el 18 de desembre, durant els assajos del ballet Les Algues per a la televisió francesa, el seu tutú es va incendiar quan va entrar en contacte amb una torxa col·locada a terra. Transformada en una torxa viva, va resultar molt greument cremada. Després de diversos mesos de tractament a l'hospital de Cochin, de convalescència i de rehabilitació, va tornar als escenaris assumint la direcció de dansa del Gran Teatre de Ginebra, de 1962 a 1964. El 1966, va obtenir una indemnització judicial de 1.450.000 francs contra Jean Lajoie, un fabricant d'accessoris de l'ORTF, declarat responsable de la tragèdia per haver col·locat una torxa encesa al plató de televisió, a prop de Janine Charrat, i haver-se'n desentès després.
El 1975 va ser candidata a l'Académie française, al mateix temps que Louise Weiss. El 1978 esdevingué assessora de dansa al Centre Nacional d'Art i Cultura Georges-Pompidou de París.

## Vida personal
El 1957 es va casar amb Gérard Bourret, director teatral. Separada del seu primer marit, es va tornar a casar l'any 1969 a l'illa de Moorea amb Michel Humbert, industrial.

## Ballets
- 1931: La Marchande d'eau fraîche, musique de Jacques Ibert - La Vierge à la crèche, música de César Franck
- 1931: Sur l'eau, música de Claude Debussy - Danse hawaïenne
- 1932: Pavane pour une infante défunte, música de Maurice Ravel
- 1933: Boléro, música de Maurice Ravel - Valse, música de Johann Strauss - Le Charmeur de serpents
- 1934: La Poupée brisée, música de Maurice Ravel
- 1935: La cathédrale engloutie, música de Claude Debussy - Tabou, a partir d'una música de jazz
- 1940: Danse avant l'aube, sobre un poema de Pham Van Ky, música d'Alexandre Tcherepnine
- 1940: Alexandre le Grand, coreografia de Serge Lifar, música de Philippe Gaubert
- 1942: Britannicus, coreografia de Serge Lifar - Nuit d'août, coreografia de Serge Lifar - La Légende de la licorne, música de Francis Poulenc
- 1943: Avant le bal, coreografia de Serge Lifar, música de Franz Schubert - Symphonie printanière, coreografia de Serge Lifar - Les Souliers rouges, coreografia de Serge Lifar, música de Maurice Thiriet - Pavane, coreografia de Serge Lifar - Jack l'Éventreur, coreografia de Serge Lifar - Le ciel est au-dessus le toit, coreografia de Serge Lifar - Sur la route, coreografia de Janine Charrat, música de Pablo de Sarasate - La Berceuse nègre, coreografia de Janine Charrat - Diana d'André Chénier, coreografia de Serge Lifar
- 1944: La Classe, coreografia de Serge Lifar, música de Maurice Thiriet - La Réversibilité de Charles Baudelaire, poema llegit per Maurice Escande, coreografia de Serge Lifar - Soupir, coreografia de Serge Lifar, música de Franz Liszt - Le Bourgeois gentilhomme de Molière, coreografia de Serge Lifar, música de Claude Delvincourt. Comédie-Française, 18 d'abril de 1944.
- 1945: Jeu de cartes, coreografia de Janine Charrat, llibret i música d’Igor Stravinsky, decorat de Pierre Roy (amb Jean Babilée, Roland Petit, Youly Algaroff, Irène Skorik, Nathalie Phillippart. Théâtre des Champs-Élysées, 12 d'octubre de 1945 - Carnet de bal, coreografia de Serge Lifar, música de Georges Auric
- 1946: Cressida, coreografia de Janine Charrat, música de Tony Aubin, decorats i vestuari de Constantin Népo, Montecarlo, 5 de juny de 1946 - La Valse, coreografia de Serge Lifar, música de Claude Debussy - Plegaria, coreografia de Serge Lifar, música de Ludwig van Beethoven - Passion, coreografia de Serge Lifar, música de César Franck - Chota Roustaveli, coreografia de Serge Lifar, música d'Arthur Honegger, Montecarlo, 5 de maig de 1946
- 1947: Concerto n° 3, coreografia de Janine Charrat, música de Serge Prokofiev, decorats i vestuari de L. Zack. Opéra-Comique, Paris, 26 de març de 1946 - Danseuse de Degas, coreografia de Janine Charrat, música d'Ivan Semenoff, decorats d'Alexis de Giers, vestuari de Marc Dolnitz - Brazileira, coreografia de Janine Charrat, música de Darius Milhaud - Hommage à Taglioni, coreografia de Janine Charrat - La Petite Fille aux allumettes, coreografia de Janine Charrat, música de Joseph Kosma - Idylle, coreografia de Janine Charrat, música de R. Jordania
- 1948: L'Âme heureuse, coreografia de Janine Charrat, música de Charles Koechlin. Opéra-Comique, Paris - Thème et Variations, coreografia de Janine Charrat, música de Tchaikovski - Adame miroir, coreografia de Janine Charrat, música de Darius Milhaud, décors de Paul Delvaux, libret de Jean Genet. Théâtre Marigny, 2 de juny de 1948 - Allegro, coreografia de Janine Charrat, música de Maurice Ravel, decorats i vestuari de Jacques Fath. Théâtre Marigny, 3 de juny de 1948 - La Femme et son ombre, coreografia de Janine Charrat, argument de Paul Claudel, música d'Alexandre Tcherepnine, decorats de Vachon, vestuari de Pierre Balmain (amb Janine Charrat, Colette Marchand, Maurice Béjart). Théâtre Marigny, 15 de juny de 1948
- 1949: Le Combat, coreografia de W. Dollar, música de R. de Banfield, decorats i vestuari de Marie-Laure de Noailles. Princess Theater, Londres, 24 de febrer de 1949 - La Nuit, coreografia de Janine Charrat, música d'Henri Sauguet, decorats de Christian Bérard, vestuari de Barbara Karinska, argument de Boris Kochno. Théâtre des Champs-Élysées, 19 d'abril de 1949 - Hérodiade, argument basat en un poema de Mallarmé, coreografia de Janine Charrat, música de Maurice Thiriet, decorats i vestuari de P. Sunderland. Théâtre des Champs-Élysées, 30 de novembre de 1949 - La Jeune Fille et l'Enchanteur, coreografia de Janine Charrat, música de Marcel Landowski, decorats i vestuari de Douking - Abraxas, coreografia de Janine Charrat, música de Werner Egk, decorats i vestuari de J. Fenneker. Berlin, Staatsoper, 8 d'octubre de 1949
- 1950: Les Sylphides, coreografia de Michel Fokine, música de Frédéric Chopin - Giselle, coreografia de Jean Coralli i Jules Perrot, música d'Adolphe Adam - Roméo et Juliette, coreografia de Serge Lifar, música de Tchaikovski - Nuit et Jour, coreografia de Janine Charrat, música de Tchaikovski. Palais de Chaillot, novembre de 1950 - Le Passage de l'Étoile, coreografia de Janine Charrat, peça en 4 actes de Jean Vilar, música de Jean Gilles. Théâtre du Jorat, 3 de juny de 1950 - Obéron, coreografia de Janine Charrat, música de Carl Maria von Weber. Opéra d'Amsterdam
- 1951: Ballade, coreografia de Janine Charrat, música de Frédéric Chopin - Concerto, coreografia de Janine Charrat, musique d'Edvard Grieg (amb Janine Charrat i Serge Perrault). Palais Chaillot - Orfeo, cantata coreogràfica de R. Lupi, a partir de les Géorgiques de Virgile, coreografia de Janine Charrat, decorats i vestuari de Leonor Fini, producció d'Irène Lidova. Biennale de Venise, 19 de setembre de 1951 - Colombus, coreografia de Janine Charrat, música de Werner Egk. Opéra de Berlin - Abraham, coreografia de Janine Charrat, música de Marcel Delannoy, llibret de Maurice Sarrazin, decorats de Pierre Lafitte, vestuari de Pierre Soulages. Festival de Toulouse - La Mort de Mimi Pinson, coreografia de Janine Charrat, música de Mendelssohn - Rêve d'amour, coreografia de Janine Charrat, música de Franz Liszt - La Belle au bois dormant a partir de Charles Perrault, coreografia de Janine Charrat, música de Tchaikovski - La Petite Marchande d'allumettes, coreografia de Janine Charrat, música d'Ivan Semenoff - Une étrangère à Paris, coreografia de Janine Charrat, música de Jean Wiener i D. Barcley, decorats d'Alexis de Giers - Le Massacre des Amazones, coreografia de Janine Charrat, música d'Ivan Semenoff, argument de Janine Charrat i Maurice Sarrazin, decorats i vestuari de Jean Bazaine. Grenoble, Théâtre municipal, 24 de desembre de 1951
- 1952: Quatre Gestes pour un génie i La Mécanique, coreografia de Janine Charrat, música de W. Garett et Maurice Jarre, posada en escena de Maurice Cazeneuve, vestuari de Fernand Léger i Pierre Soulages (amb Alain Cuny i Peter Van Dijk. Château d'Amboise en honor de Léonard de Vinci, el 13 de juliol de 1952 - Rumba classique, coreografia de Janine Charrat, música d'Ivan Semenoff, vestuari de Louis Touchagues - Le Rêve, ballet de Janine Charrat en homenatge a Christian Bérard, que dissenyà el vestuari, música de Franz Liszt, decorats d'Alexis de Giers - Jeux d'eau, coreografia de Janine Charrat, música de Maurice Ravel i Claude Debussy, decorats i vestuari de J.-C. Vigne - Jardin sous la pluie, coreografia de Janine Charrat, música de Claude Debussy, decorats i vestuari de J.-C. Vigne
- 1953: Les Algues, coreografia de Janine Charrat, música de Guy Bernard, argument i decorat de Bertrand Castelli (amb Janine Charrat, Peter Van Dijk, Maria Fris, Jacques Chazot i el nan Pieral). Théâtre des Champs-Élysées, 20 d'abril de 1953 - Le Colleur d'affiches, ballet-bouffe de Janine Charrat, música de Georges Van Parys, decorats i vestuari de B. Castelli. Théâtre des Champs-Élysées, 20 d'abril de 1953 - Héraklès, coreografia de Janine Charrat, música de Maurice Thiriet, decorats i vestuari de F. Gilot, argument d'André Boll. Théâtre des Champs-Élysées, 11 de maig de 1953 - Symphonie classique, coreografia de Janine Charrat, música de Serge Prokofiev
- 1954: Première Symphonie, coreografia de Janine Charrat, música de Ludwig van Beethoven - Préludes, coreografia de Janine Charrat, música de Johann Sebastian Bach
- 1955: Histoire du soldat, text de Ramuz, coreografia de Janine Charrat, música d'Igor Stravinsky, decorats i vestuari de T. Matsoukis. Scala de Milan, 30 d'agost de 1955
- 1956: Sampiero Corso, coreografia de Janine Charrat, música d'Henri Tomasi, posada en escena de R. Lalande - Le Théâtre du Monde, text de Calderón, coreografia de Janine Charrat, posada en escena de Jean Kiehl - Les Sept Péchés capitaux (misteri musical en set quadres), coreografia de Janine Charrat, música d'Antonio Veretti, decorats de Mario Chiari. Scala de Milan - La Dryade, coreografia de Janine Charrat, argument d'Irène Lidova, decorats i vestuari de B. Daydé, música de Jordana a partir d'Adolphe Adam - Le Joueur de flûte, coreografia de Janine Charrat, música de Marius Constant, decorats i vestuari de Georges Wakhévitch. Théâtre Colón de Buenos Aires, 9 d'octubre de 1956
- 1957: Les Liens, argument i coreografia de Janine Charrat, música d'Ivan Semenoff, decorats i vestuari de B. Daydé - Diagramme, coreografia de Janine Charrat, argument de Gérard Munschy, música de Johann Sebastian Bach. Paris, Alhambra, 11 de juny de 1957, Grand Ballet du Marquis de Cuevas - Perséphone, coreografia de Janine Charrat, música d'Igor Stravinsky - Arlequin, coreografia i argument de Janine Charrat, música de Daniel Stirn, decorats i vestuari de Gérard Munschy. Montréal, octubre de 1957 - Le Leader, coreografia de Janine Charrat, argument de Gérard Munschy, música de Georges Delerue, decorats i vestuari de Jacques Noël. New York, 13 d'octubre de 1957
- 1958: Chimère, coreografia de Janine Charrat, música de Jacques Thiérac, argument, decorats i vestuari de T. de Letay. Théâtre des Champs-Élysées, 3 d'octubre de 1958
- 1960: Électre (tragèdia-ballet basada en Sòfocles), realització artística, posada en escena i coreografia de Janine Charrat i Pierre Rhallys, música d'Henri Pousseur, decorats i vestuari de Serge Creuz (amb Janine Charrat, Milenko Banovitch, Hélène Trailine, Juan Giuliano, Patrick Belda. Bruxelles, Théâtre de la Monnaie, 10 de juny de 1960 - Flocons de neige (amb Janine Charrat i George Skibine. Opéra National de Paris - Le Roi David, poema de René Morax, coreografia de Janine Charrat, música d'Arthur Honegger, posada en escena de Maurice Sarrazin, decorats i vestuari de Maurice Mélat
- 1961: Le Combat de Tancrède, coreografia de Janine Charrat, poema de Tasso, música de Claudio Monteverdi, vestuari de Suzanne Lalique-Haviland. Festival d'Aix-en-Provence, amb Claude Bessy com a intèrpret, 24 de juliol de 1961 - Les Sept Péchés capitaux, coreografia de Maurice Béjart, música de Kurt Weill, text de Bertolt Brecht (amb Janine Charrat i Ursula Kübler) - Les Quatre Fils Aymon, coreografia de Janine Charrat i Maurice Béjart, llibret de Herman Closson, música de Fernand Schirren, decorats de Germinal Casado i Frans André. Ballet du XXe siècle - Champagne Party, coreografia de Janine Charrat, música de Johann Strauss - Fantaisie concertante, coreografia de Janine Charrat, música de Serge Prokofiev (3r concerto), decorats de J. Dupont. Bruxelles, Théâtre de la Monnaie, maig de 1961
- 1963: Don Carlos, coreografia de Janine Charrat, música de Giuseppe Verdi, llibret de Joseph Méry i Camille du Locle, decorats de Georges Wakhévitch, posada en escena de Marcel Lamy. Grand Théâtre de Genève, 1963 - Tu auras nom Tristan (a partir de la novel·la de Joseph Bédier), ballet i coreografia de Janine Charrat, música de Jef Maes, decorats i vestuari d'Henri-Georges Adam, posada en escena de Pierre Rhallys. Grand Théâtre de Genève, 11 de juny de 1963 - Pour le temps présent, coreografia de Janine Charrat, música d'Armin Schibler, decorats i vestuari de Serge Diakonoff. Grand Théâtre de Genève, 29 d'octubre de 1963 - Die Fledermaus, coreografia de Janine Charrat, música de Johann Strauss, director d'orquestra Herbert von Karajan, posada en escena de Leopold Lindtberg, decorats de Teo Otto, vestuari d'Erni Kniepert. Wiener Staatsoper, 11 de novembre de 1963
- 1964: L'Enfant et les Sortilèges, coreografia de Janine Charrat, música de Maurice Ravel, decorats i vestuari de B. Daydé. Volksoper de Viena, gener de 1964 - Phèdre, coreografia de Janine Charrat (amb Belinda Wright i Mac Dowell). London Festival Ballet - Alerte... Puits 21, ballet de Janine Charrat et Milko Sparemblek, coreografia de Janine Charrat, música de Pierre Wissmer, decorats i vestuari de Georges Wakhévitch. Grand Théâtre de Genève - Paris, coreografia de Janine Charrat, ballet de Boris Kochno, decorats i vestuari de J. Dupont, música d'Henri Sauguet. Théâtre des Champs-Élysées, 25 de novembre de 1964
- 1965: Salomé, coreografia de Janine Charrat, música de Richard Strauss. Baalbek (Liban) - Le Bal du destin, coreografia de Janine Charrat, música de Daniel-Lesur, argument de Stella Bon, decorats i vestuari d'Y. Breyer
- 1966: Cycle, coreografia de Janine Charrat, música de Dag Ivar Wirén, argument de M. Bois, decorats i vestuari de T. de Letay (amb Janine Charrat i Milorad Miskovitch) - Rencontres, coreografia de Janine Charrat, música de Francis Lai, ballet de Pierre Rhallys, decorats i vestuari de B. Daydé, cançons de Pierre Barouh interpretades per Pierre Barouh i Nicole Croisille
- 1967: Concerto n° 1 pour violon de Prokofiev, coreografia de Janine Charrat, música de Serge Prokofiev
- 1968: Au mendiant du ciel, coreografia de Janine Charrat, música de Marcel Landowski, cantactriu Danielle Grimau. Palais de Chaillot, 28 de gener de 1968 - Perséphone, coreografia de Janine Charrat, música d'Igor Stravinsky, llibret d'André Gide, decorats i vestuari de H.W. Mayer. Opéra d'Essen-Gelsenkirchen, 17 de març de 1968 - Up to Date, coreografia de Janine Charrat, música de János Komives, argument de Pierre Rhallys, décors d'André Acquart, vestuaris de Lioba Winter-Halder. Théâtre de Paris, 15 de maig de 1968 - Orphée, coreografia de Janine Charrat, música de Gluck. Volksoper de Viena, 9 de desembre de 1968
- 1969: L'Oiseau de feu, coreografia de Janine Charrat, música d'Igor Stravinsky, decorats i vestuari de Wolfram Skalicki. Volksoper de Viena, 24 de març de 1969 - Le Collectionneur, argument de Michel Humbert, música de Krzysztof Penderecki. Opéra de Munich
- 1983: Creació d'Hécube, llibret de Pierre Rhallys, al Grand Théâtre de Bordeaux, amb Martine Harmel
- 1987 Palais des Glaces, creació al Centre Georges Pompidou de Paris, reestrenat el 1989 al Casino de Paris, llibret de Pierre Rhallys amb Martine Harmel.

## Filmografia
- 1938: La mort du cygne, de Jean Benoît-Lévy
- 1952: La Jeune fille aux allumettes, de Jean Benoît-Lévy
- 1959: Les algues, de Louis Bertrand Castelli
- 1962: Schéhérazade, de Pierre Gaspard-Huit, amb Anna Karina i Gil Vidal, coreografia de Janine Charrat
- 2001ː Janine Charrat. L'Instinct de la Danse, de Luc Riolon i Rachel Seddoh.[13]

## Condecoracions
- Comandanta de la Legió d'Honor, nomenada per Jacques Chirac, president de la República, el 1999.
- Comandanta de l'Orde Nacional del Mèrit, condecorada per Philippe Douste Blazy, ministre de Cultura, el 1995.
- Oficial de la Legió d'Honor, condecorada per Jack Lang, ministre de Cultura, el 1990.
- Comandanta de l'Orde de les Arts i les Lletres, l'any 1979.[1][3]